# Polypodium aturense
Polypodium aturense är en stensöteväxtart som beskrevs av Maury. Polypodium aturense ingår i släktet Polypodium och familjen Polypodiaceae. Inga underarter finns listade.